# Shein (azienda)
Shein (graficamente SHEIN; pronuncia inglese [ˈʃiː ɪn]) è un'azienda di vendita online di fast fashion cinese, fondata nel 2008 da Chris Xu a Nanchino.
Nel 2020, Shein è stato il brand più discusso su TikTok e YouTube e il 4º brand più discusso su Instagram. L'azienda, che commercializza prevalentemente abbigliamento a prezzi contenuti in oltre 100 Paesi, si è trovata al centro di numerose controversie tra cui quelle sui marchi, violazioni dei diritti umani, sfruttamento dei minori, salute e sicurezza. Secondo Bloomberg Businessweek e altri, il modello di business di Shein ha beneficiato della guerra commerciale tra Cina e Stati Uniti.

## Storia
Il sito di vendita online Shein, originariamente chiamato ZZKKO, è stato fondato in Cina nel 2008 dall'imprenditore e specialista nell'ottimizzazione dei motori di ricerca per il marketing Chris Xu. La prima attività imprenditoriale dell'azienda è stata la vendita di abiti da sposa. In seguito, Shein si è dedicata alla vendita di abbigliamento femminile in generale e il nome fu successivamente cambiato in "Sheinside".
All'epoca l'azienda acquistava i suoi articoli dal mercato all'ingrosso di abbigliamento di Guangzhou, che è un hub centrale per molti produttori e mercati di abbigliamento cinesi. Shein non ha avuto alcun ruolo nella progettazione o nella produzione dei capi, operando in modo simile a un'azienda di drop shipping, che vende articoli direttamente a clienti internazionali tramite grossisti di terze parti.
Shein ha reso disponibili i suoi prodotti in Spagna, Francia, Russia, Italia e Germania all'inizio degli anni 2010; vende inoltre cosmetici, scarpe, borse e gioielli, oltre all'abbigliamento femminile. Nel 2012, l'azienda iniziò a utilizzare il social media marketing collaborando con fashion blogger per omaggi e articoli pubblicitari su Facebook, Instagram e Pinterest.
Nel 2013 l'azienda contava 100 dipendenti e aveva già stabilito la propria sede a Guangzhou, in Cina. Due anni dopo, nell'intento di diventare un rivenditore pienamente integrato, Shein ha iniziato a sviluppare il proprio sistema di filiera.
Nel 2014, Shein ha acquisito Romwe, un altro rivenditore di e-commerce cinese, e il nome dell'azienda è cambiato di nuovo nel 2015 da "Sheinside " a "Shein", sostenendo che aveva bisogno di un nome più semplice da ricordare e facile da trovare online.
Nel 2016, Xu ha riunito un team di 800 designer e stilisti che hanno prodotto abiti a marchio Shein. L'azienda inoltre migliorò la propria catena di approvvigionamento, escludendo i fornitori che realizzavano articoli o foto di bassa qualità.
Fino al 2017, la sua merce e i suoi distributori erano presentati nei canali delle televendite negli Stati Uniti insieme ad altri rivenditori online come Fashion Nova e Zaful. Nel frattempo, gli influencer della moda mostravano di preferire i prodotti Shein nei loro acquisti online, rispetto ad altri noti concorrenti. Nonostante operi prevalentemente online, Shein aveva anche aperto negozi temporanei per le persone che non desiderano acquistare online. Oltre a ciò, l'utilizzo del social TikTok e la capacità di pubblicizzarsi in video virali hanno aumentato la popolarità di Shein.
A novembre 2021, Shein è passata dal valere 15 miliardi di dollari al valere 30 miliardi di dollari. Durante la pandemia del 2020, secondo quanto riferito, ha realizzato un fatturato di 10 miliardi di dollari, rendendo quell'anno il settimo anno consecutivo in cui l'azienda aumentava le vendite di oltre il 100%. A ottobre 2020, Shein era la più grande azienda di moda esclusivamente online del mondo. A novembre 2023 esce la notizia che Shein punta a quotarsi in borsa già nel 2024.

## Marketing
Secondo la CNN, TikTok svolge un ruolo importante nel portare i clienti al sito web dell'azienda in quanto TikTok acquista all'ingrosso vestiti da Shein e li presenta al suo pubblico con haul video. Il 17 maggio 2021, il numero di download dell'app di Shein ha superato quello di Amazon.
Shein afferma di utilizzare la psicologia della nuova generazione e implementa strategie di marketing specifici per stimolarne la fama. Sui social media, Shein ha 21,9 milioni di follower su Instagram e 2,8 milioni di follower su TikTok. I suoi prezzi bassi attirano gli acquirenti internet adolescenti con budget ridotti che poi pubblicano ciò che hanno acquistato sui social media.
Con una spesa maggiore, i clienti possono essere premiati con più sconti, che sono incoraggiati a utilizzare per i loro successivi acquisti. Shein non solo utilizza il suo sistema di promozione basato su algoritmi, ma invoglia anche i clienti a visitare frequentemente la piattaforma per svolgere diverse attività, come aggiungere articoli al carrello, guardare streaming live e partecipare al suo spettacolo di concorso, al fine di vincere punti che possono essere riscattati in seguito. Ciò aumenta le opportunità per i clienti di essere esposti a maggiori informazioni e incentivi per gli acquisti.
Il 28 aprile 2022 Shein lancia una collezione sostenibile scatenando dubbi degli esperti e dei consumatori.

## Produzione
Dopo la fase iniziale di drop shipping di cui si è detto prima, Shein è diventata un rivenditore completamente integrato nel 2014 quando si è assicurata il proprio sistema di filiera. Ora, l'azienda utilizza una rete di partner di produzione e fornitori per realizzare e consegnare i suoi prodotti.
Shein fa previsioni sulle tendenze e produce articoli appena tre giorni dopo l'identificazione di una tendenza, limita i suoi ordini a piccoli lotti di circa 100 articoli per misurare l'interesse dei clienti, mentre altri suoi concorrenti, come Zara, ordinano quantità maggiori (circa 500), aumentando il rischio di perdere profitto se gli ordini non vengono rivenduti per intero. Shein è anche riuscita a evitare di pagare le tasse di esportazione e importazione, a vantaggio di margini di profitto maggiori: il disegno di legge statunitense Sezione 321 del Trade Facilitation and Trade Enforcement Act del 2015 (denominato anche "de minimis") afferma che qualsiasi importazione fino a 800 $ a persona è esente da dazi, consentendo a Shein di consegnare negli Stati Uniti senza pagare le tasse, e di avere un vantaggio competitivo rispetto alle società nazionali negli Stati Uniti.

## Controversie

### Controversie sui marchi
Nel 2018, la società è stata citata in giudizio da Levi Strauss & Co. per aver imitato una cucitura di jeans del loro marchio. Il caso è stato risolto in via extragiudiziale.
Nel 2021, AirWair International Limited, nota per gli stivali Dr. Martens, ha accusato Shein e la sua consociata, Romwe, di vendere copie dei loro modelli (e chiamarli "Martins") a un prezzo più conveniente mentre utilizzavano foto di autentiche scarpe Dr. Martens per "attirare i clienti", a cui Shein ha risposto con una totale smentita. Nel marzo 2021, Ralph Lauren ha intentato una causa per violazione del marchio e concorrenza sleale contro Zoetop Business Co. (la società madre di Shein). Nella denuncia, Ralph Lauren ha affermato che Zoetop Business Co. vendeva abbigliamento con un marchio "confusamente simile" sfruttando la "buona fede e reputazione dei prodotti Ralph Lauren autentici".
Shein è stata inoltre accusata da un certo numero di piccoli rivenditori di moda di averne copiato i prodotti e di averli venduti a un costo ridotto. Nel 2018, Ilse Valfre, proprietaria del marchio con sede a Los Angeles Valfré, è stata informata dai suoi clienti che Shein stava vendendo "copie identiche" ai suoi prodotti. Quinn Jones, che è il co-fondatore di Kikay (un marchio di orecchini di Los Angeles), ha detto di aver trovato modelli di orecchini su Shein che erano molto simili agli orecchini di Kikay. Elexay afferma anche che Shein ha rubato il design di un maglione rosa e verde fatto a mano all'uncinetto, che costa 330 dollari, ma è stato venduto da Shein per 17 dollari. Reclamare PH e Sincerely RIA, entrambi piccoli marchi di moda, hanno detto sui loro social media che Shein ha copiato i loro modelli. Shein è stato anche accusato di aver copiato disegni di accessori come spille smaltate. Nel tentativo di sensibilizzare le azioni di Shein e aiutare a supportare marchi e artisti indipendenti, l'hashtag "BoycottShein" (BoicottiamoShein) è diventato popolare su TikTok e Twitter nel 2020. Nel 2021, Mariama Diallo, fondatrice e designer di Sincerely Ria, ha accusato Shein di aver rubato i suoi modelli in un tweet che includeva immagini comparative per dimostrare il suo punto di vista.

### Violazione dei dati nel 2018
La società ha anche subito una violazione dei dati nel 2018 che ha compromesso gli indirizzi e-mail e le password crittografate di 6,42 milioni di utenti, portando gli esperti di sicurezza a denunciare le "strategie di sicurezza informatica reattive" del rivenditore e l'incapacità di proteggere adeguatamente le informazioni dei propri clienti.

### Critiche alle immagini offensive
Nel luglio 2020 è stata segnalata una collana con una svastica, successivamente rimossa dal sito (il marchio ha chiarito che si trattava di un simbolo religioso buddhista, non di una svastica nazista). Nel maggio 2021, Shein ha ricevuto critiche per aver offerto una custodia per telefono con l'immagine di un uomo di colore ammanettato delineato con il gesso. Shein si è scusato per l'immagine offensiva e anche per aver utilizzato l'immagine senza il permesso della persona che ha creato il design.

### Regolamento in India
Nel giugno 2020, l'app Shein è stata bandita in India per motivi di privacy. Il Ministero dell'elettronica e della tecnologia dell'informazione dell'India ha classificato l'app Shein insieme ad altre 59 app cinesi ai sensi della sezione 69A dell'Information Technology Act, 2000, affermando "Dopo aver ricevuto recenti informazioni credibili che tali applicazioni rappresentano una minaccia per la sovranità e l'integrità dell'India, il governo indiano ha deciso di non consentire l'utilizzo [...] sia su dispositivi mobili sia non mobili abilitati a Internet". La sezione 69A concede al governo centrale il "potere di impartire indicazioni per bloccare l'accesso pubblico a qualsiasi informazione attraverso qualsiasi risorsa informatica". Tuttavia, in India è ancora legale acquistare prodotti Shein su altri siti Web non coperti dalla sezione 69A.

### Problemi di salute e sicurezza
Shein è stata anche citata in un'indagine di CBC Marketplace supervisionata dalla professoressa Miriam Diamond dell'Università di Toronto per aver venduto giacche per bambini che contenevano quasi venti volte la quantità di piombo consentita dalle norme di sicurezza di Health Canada. La società ha anche venduto una borsa rossa che superava i limiti dei livelli di piombo consentiti di cinque volte. Shein ha informato Marketplace che avrebbe smesso di vendere i due articoli e di rifornirsi dai fornitori corrispondenti fino a quando il problema non fosse stato risolto.

### Violazioni dei diritti umani
Nell'agosto 2021, Shein ha affermato sul suo sito web che i suoi stabilimenti erano certificati dall'Organizzazione internazionale per la standardizzazione (ISO) e SA 8000, ma questo fatto è stato contestato e considerato una violazione del Modern Slavery Act del 2015 del Regno Unito. Secondo Reuters, Shein ha violato anche una simile legge anti-schiavitù in Australia. In un'indagine del gruppo di difesa svizzero Public Eye è stato scoperto che il personale di sei stabilimenti a Guangzhou lavorava 75 ore alla settimana.